# Tropische und subtropische Pflanzenwelt
Tropische und subtropische Pflanzenwelt (abreviado Trop. Subtrop. Pflanzenwelt) es una revista con ilustraciones y descripciones botánicas que es publicada en Wiesbaden desde 1973 hasta ahora.